# Bénin Excellence
 (juin 2024).
Bénin Excellence, également connue sous le nom de Bibliothèques Bénin Excellence, est un vaste réseau de bibliothèques implanté dans plusieurs villes au Bénin. Créée en 2018 sous la forme d’une organisation non gouvernementale de droit béninois, elle est entièrement financée par la Fondation Vallet, placée sous l’égide de la Fondation de France.

## Historique
Créée à Cotonou le 19 mai 2018, Bénin Excellence est une organisation à but non lucratif et à but non lucratif conformément à la loi du 1er juillet 1901 relative aux contrats d'association et au décret 2001-234 du 12 juillet 2001 fixant les conditions de fonctionnement. Son objectif est de contribuer au développement en valorisant le capital humain par l'excellence dans tous les domaines, notamment l'éducation, la culture et la santé.

## Rôle
L'ONG Bénin Excellence s'engage dans une variété d'initiatives visant à améliorer la vie de la communauté. Elle joue un rôle clé dans l'avancement de l'éducation, la promotion de la littérature et la valorisation de la culture au Bénin. De plus, elle s'efforce d'améliorer la santé et le bien-être des individus résidant dans des environnements confinés, tels que les prisons. En outre, elle offre une plateforme pour l'expression artistique et culturelle. Enfin, elle est constamment à la recherche de nouvelles opportunités pour avoir un impact positif et durable sur la communauté,.
Depuis sa création, Bénin Excellence travaille pour: 
- Promouvoir l'accès à des soins de qualité pour les populations vulnérables,
- Soutenir le système éducatif béninois en soutenant la pédagogie et la recherche,
- Promouvoir les arts, la culture et le tourisme,
- Promouvoir des exercices de pratiques de gestion environnementale.

## Projets
L'ONG Bénin Excellence a accompli de nombreuses actions significatives récemment:
Éducation: Elle a établi deux bibliothèques à Abomey-Calavi, soutenues par la Fondation Vallet. Ces bibliothèques, parmi les plus vastes en Afrique francophone, ont accueilli près de 784.000 visiteurs en 2021. Un laboratoire dédié à l'intelligence artificielle a également été mis en place pour dispenser des formations dans ce domaine,.
Santé: Le service médical de l'ONG a réalisé plus de 14.000 consultations dans les prisons béninoises en 2021. Un Point Lecture a été installé à la Faculté des Sciences de la Santé à Cotonou pour fournir aux étudiants en médecine et aux professionnels de santé les ressources nécessaires.
Art et Culture: L'ONG a organisé diverses activités, dont un Concours de dictée et un Concours Kalet’Arts, pour promouvoir l'excellence dans différents domaines.
Social: Des initiatives communautaires ont été mises en œuvre pour soutenir l'autonomisation des populations vulnérables.
Intelligence artificielle: Elle a instauré l’Ecole d’Eté sur l’Intelligence Artificielle (EEIA), dont l’objectif est d’offrir une formation pragmatique et de qualité (composée de 25% de théorie et 75% de pratique) à une centaine de jeunes, en les initiant aux concepts fondamentaux de l’Intelligence Artificielle,,,.

## Les bibliothèques
Bénin Excellence dispose d'un réseau de trois bibliothèques dont 2 dans la commune d'Abomey-Calavi et une dans la commune de Cotonou dans l'enceinte de la FSS.